# Librairie Delamain
Pour les articles homonymes, voir Delamain.
 (mai 2021).
Si vous disposez d'ouvrages ou d'articles de référence ou si vous connaissez des sites web de qualité traitant du thème abordé ici, merci de compléter l'article en donnant les références utiles à sa vérifiabilité et en les liant à la section « Notes et références ».
La Librairie Delamain est la plus ancienne librairie de Paris. Elle est située 155 rue Saint-Honoré dans le 1er arrondissement, face à la Comédie-Française.

## Histoire

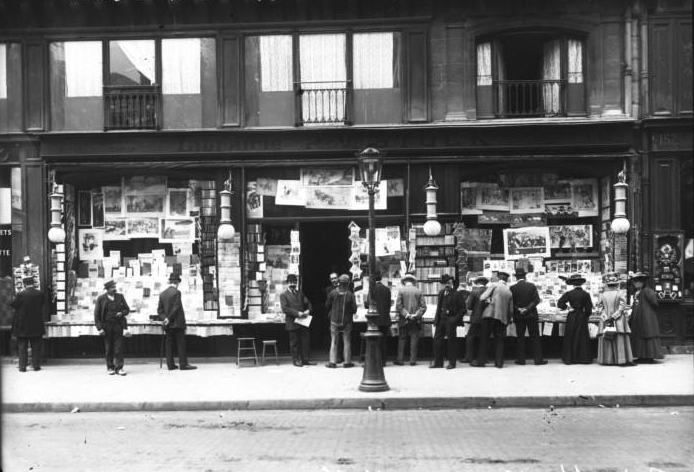
La Librairie Stock en 1909.

Fondée au XVIIIe siècle sous les arcades du Français par André Cailleau, la librairie Delamain est déplacée en 1906 à la suite de l'incendie du Théâtre. Installée depuis lors au 155 rue Saint-Honoré, elle fait face à la Comédie-Française sur la place Colette.
Au début du XXe siècle, la librairie est dirigée tour à tour par Jean-Nicolas Barba puis Pierre-Victor Stock, appartenant ainsi aux éditions du même nom.

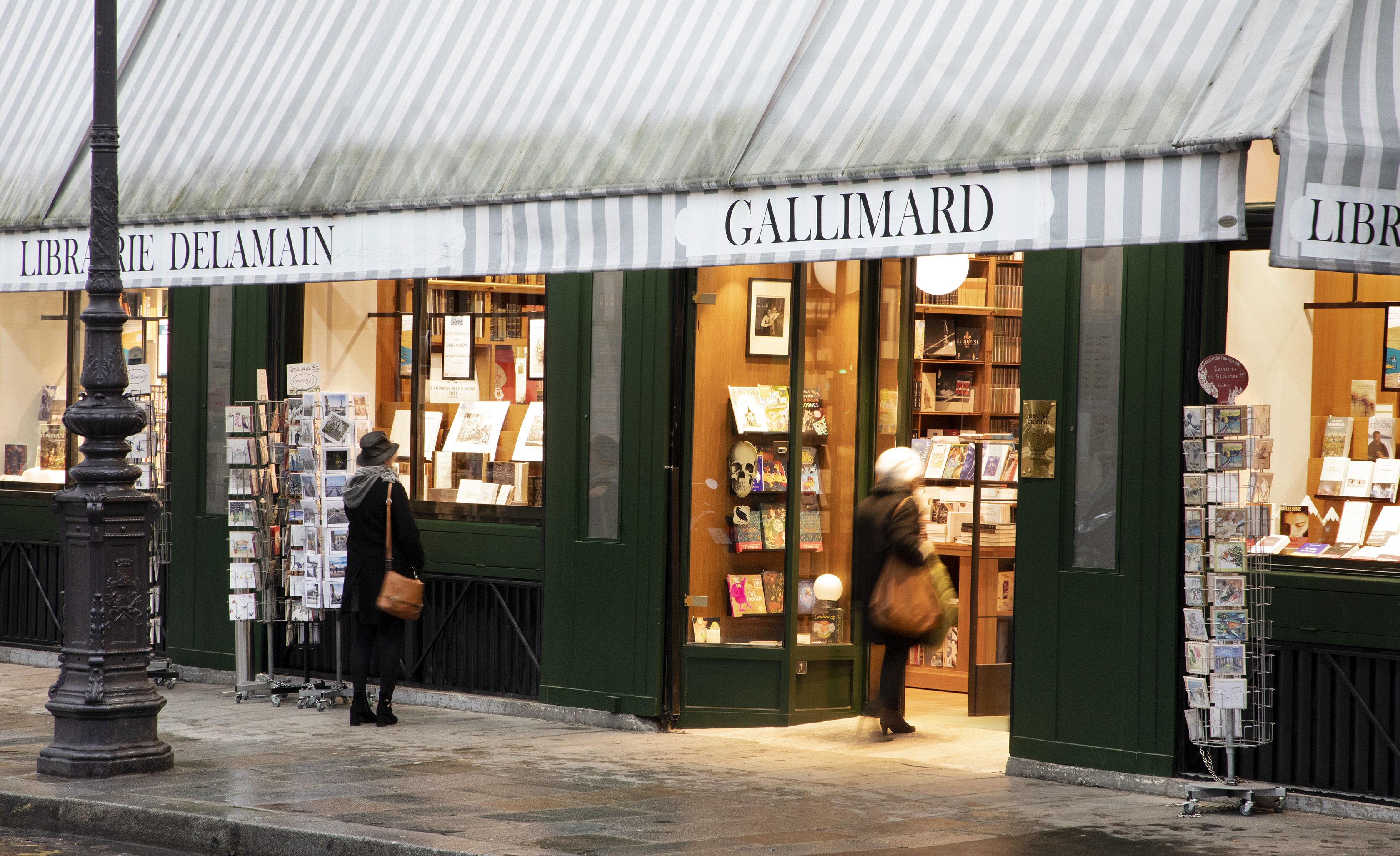
Extérieur de la librairie Delamain après rénovation.

En 1921, à la suite du rachat de la maison d'édition Stock par Maurice Delamain et Jacques Chardonne (de son vrai nom Jacques Boutelleau), la librairie prend le nom de Delamain, Boutelleau et Compagnie. La famille Delamain est déjà célèbre à l'époque pour sa production de cognac Delamain,,.
En 1955, François Truffaut ressort de la librairie avec un livre qu'il adaptera au cinéma quelques années plus tard : Jules et Jim, d'Henri Pierre Roché.
En 1986 et après des années agitées[pas clair], la librairie rejoint finalement le groupe Gallimard.
Au fil des ans, de nombreuses personnalités illustres du milieu culturel et littéraire l'ont fréquentée comme Restif de La Bretonne, Alexandre Dumas, Maupassant, Georges Clemenceau, Roger Martin du Gard, Jean Paulhan, Léon-Paul Fargue et plus récemment, Jean Cocteau, Colette, Michel Foucault ou Louis Aragon. Aujourd'hui encore, la librairie Delamain accueille de nombreux écrivains, des conseillers d'état ou des "Comédiens-Français".

## Activité

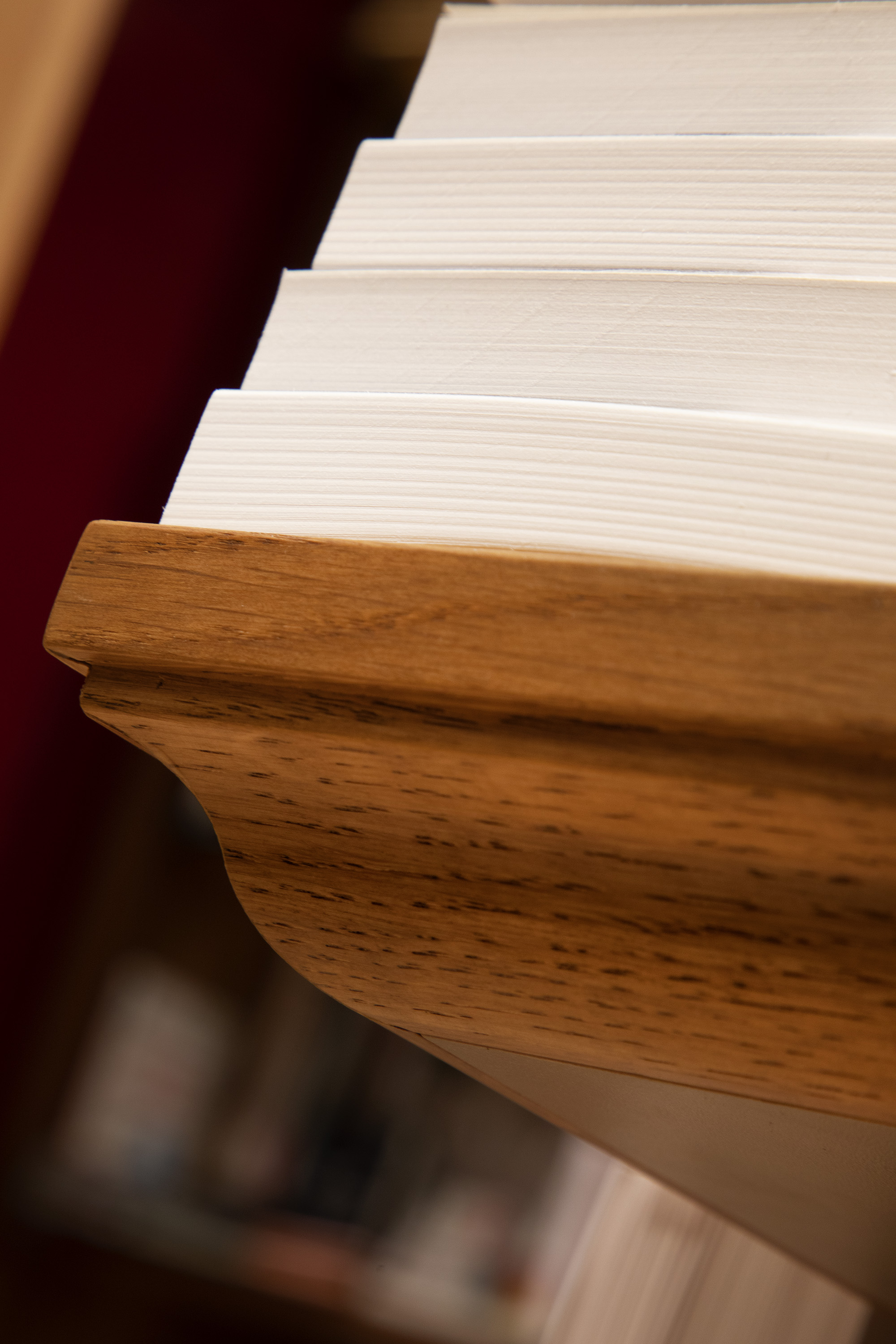
Étagère en chêne.

Lieu patrimonial et culturel, la librairie organise des lectures et des rencontres d'auteurs tout au long de l’année et se caractérise par ses hautes bibliothèques en chêne sur lesquelles se côtoient livres neufs et livres anciens.
Sept libraires sont chargés de faire le lien entre passé et présent en proposant des conseils, des idées de lecture ainsi que toute l'actualité du livre.

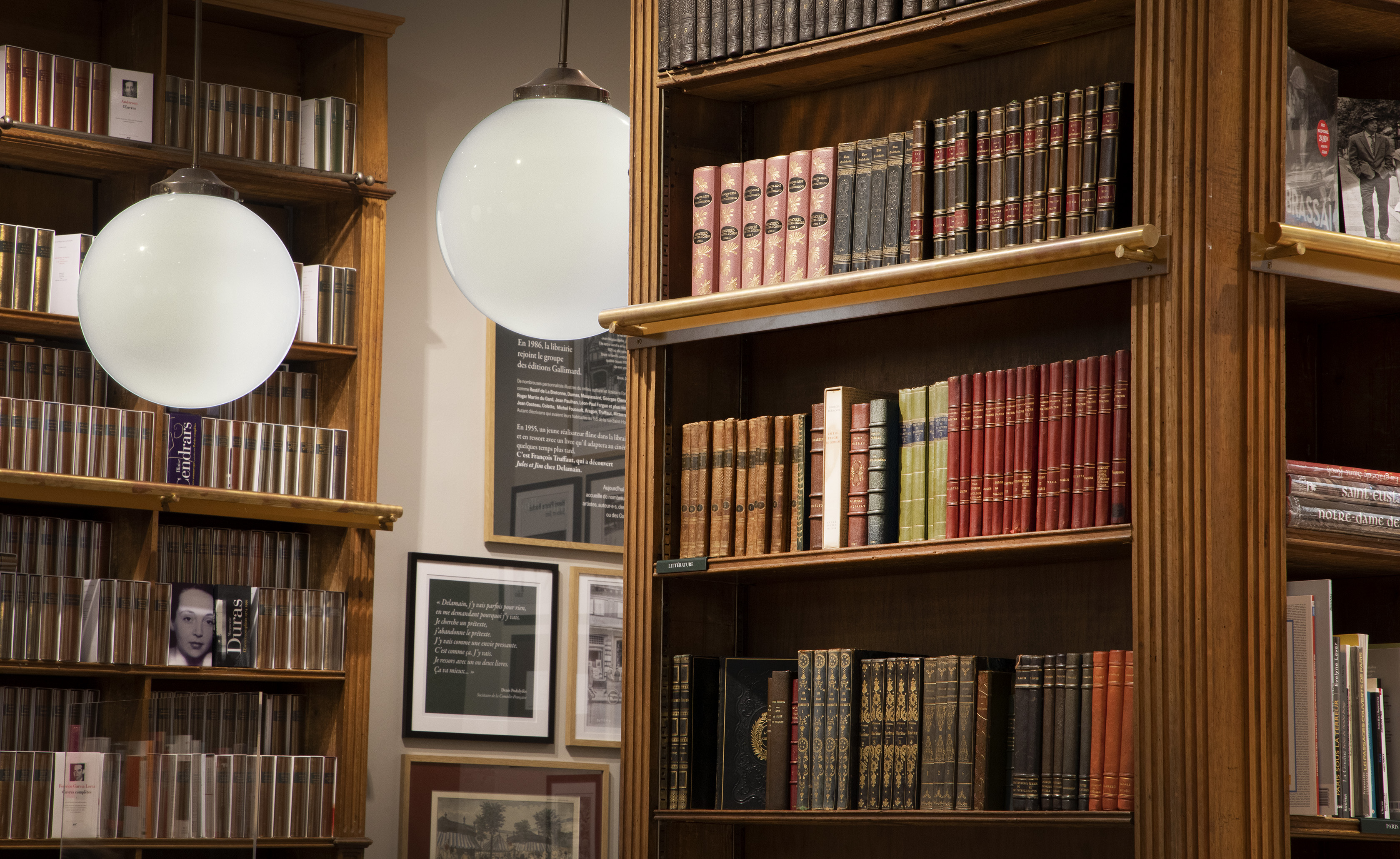
Livres anciens, Librairie Delamain.

Riche de 25 000 titres pour un espace de 90 m2, la librairie Delamain est reconnue pour la qualité de son fonds en littérature, sciences humaines, beaux-arts, livres pratiques, bandes dessinées et jeunesse. Elle dispose également d'un rayon particulièrement fourni dédié à la ville de Paris, allant de l'essai à la photographie en passant par les guides.
Pour les bibliophiles, un espace est réservé à l’achat et à la vente de livres anciens et modernes. La librairie propose ainsi environ 5 000 ouvrages s’étendant du XVIIIe siècle jusqu’au siècle dernier.